# Ega (llengua)
L'ega, també coneguda amb altres noms com Diés o Egwa, és una llengua d'afiliació incerta dins de la família de llengües Niger-Congo, parlada a Costa d'Ivori, concretament, a la regió de Lôh-Djiboua, al cantó de Diés, al poble de Borondoukou, situat prop de Gly. Hi ha entre 2.500 i 3.100 (joshuaproject) parlants d'ega. Els ega són els membres del grup humà que tenen com a llengua materna la llengua ega.

## Classificació i família lingüística
L'any 2000 es classificà la llengua Ega dins de la família de Niger-Congo, Mande-Atlantic Congo, Ijo-Congo, Dogon-Congo, Volta-Congo, Sout Volta-Congo, Kwa, Ega. L'any 2005 s'emparentà la llengua amb la família Niger-Congo, Kwa, Ega. L'any 2009 Lewis, M. Paul  el situà la llengua dins la família Niger-Congo, Atlantic-Congo, Volta-Congo, Ega. A l'estudi més recent de 2012, Roger Blench la classificà amb la família Niger-Congo, Ega.
Per tant, tot i que tradicionalment no pareix pertànyer a cap de les branques tradicionals de la família Niger-Congo, s'ha assumit com una llengua Kwa; amb tot, Roger Blench ho considera com un branca separada de la família de l'Atlantic-Congo, pendent de demostrar que estigui relacionada amb les llengües Kwa o Volta Níger.

## Geolingüística i pobles veïns
L'ega es parla a la regió de Lôh-Djiboua, al cantó de Diés, al poble de Borondoukou, situat prop de Gly.
Segons el mapa lingüístic de Costa d'Ivori de l'ethnologue, el territori ega està situat al centre-sud de Costa d'Ivori i té com a veïns als lakota dides, al nord; als yocoboué dides, a l'est i al sud; i als godiés, a l'oest.

## Sociolingüística, estatus i ús de la llengua
Pel que fa a la situació de la llengua, l'any 2001, segons B. Connell, comptava amb uns 2500 parlants; segons la UNESCO, hi ha uns 1000 parlants; mentre que segons World Oral Literature Project hi ha uns 2500 parlants.
Tot i que el grup de parlants està cresquent, la llengua es troba en greu perill d'extinció degut a l'ús de la llengua Dida com a llengua pública per raons de domini i de prestigi; a més, el francès és l'idioma oficial en l'educació i recentment s'ha produït la introducció d'altres llengües majors a les escoles com el Baulé o el Beté, el que fa que els parlants de la llengua Ega siguin trilingües o poliglotes.